# Pamela Wyndham
Pamela Wyndham (Adelaide Genevieve Wyndham Glenconner Gray) (14. ledna 1871, Salisbury, Wiltshire, Anglie – 18. listopadu 1928, Wilsford, Wiltshire, Anglie), provdaná lady Glenconner z Fallodonu byla anglická spisovatelka. V roce 1922 se provdala za Edwarda Tennanta, 1. barona z Glenconneru, pozdějšího Edwarda Graye, 1. vikomta Graye z Fallodonu. Pamela Wyndhamová byla jednou ze tří sester Wyndhamových, jejichž obraz namaloval John Singer Sargent. Sestry Wyndhamovy byly ve středu kulturního a politického života své doby. Stejně jako jejich rodiče byli součástí skupiny "The Souls" (elitní sociální a intelektuální skupina ve Spojeném království v letech 1885 až 1900).

## Životopis
Pamela Wyndhamová se narodila 14. ledna 1871 v Clouds House v Salisbury. Byla dcerou Percyho Wyndhama (1835–1911) a Madeline Caroline Frances Eden Campbellové. Její matka byla dcerou sira Guye Campbella, 1. baroneta, a jeho manželky Pamely FitzGeraldové, dcery lorda Edwarda FitzGeralda a Pamely Symsové. Její otec byl syn George Wyndhama, 1. barona Leconfielda a jeho manželky Mary Fanny Blunt, dcery reverenda Williama Blunta.
Portrét Pamely a jejích sester (Mary, manželka 11. hraběte z Wemyss a Madeline, manželka Charlese Adeana, lorda poručíka z Cambridgeshire) z roku 1899 od Johna Singera Sargenta, známého jako Wyndham sisters byl v The Times popsán jako „ největší obraz moderní doby“.

## Kariéra
V roce 1919 vydala Wyndhamová úspěšné paměti svého syna Edwarda Wyndhama Tennanta, který byl zabit v první světové válce. Vydala také básně, prózu, dětskou literaturu a upravovala poezii a prózy.
Byla mimo jiné přítelkyní Henryho Jamese, Oscara Wildeho a Edwarda Burne-Jonese a byla součástí „básnického a literárního kruhu známého jako The Souls“. V roce 1912 uspořádala ve své soukromé galerii tři přednášky Ezry Pounda. Jednou z jejích největších přátel byla Edith Olivier; Olivierová byla o rok mladší než Wyndhamová a byli to přítelkyně z dětství.

## Osobní život
V roce 1895 se provdala za Edwarda Tennanta, 1. barona z Glenconneru (1859-1920), absolventa Etonu a Trinity College v Cambridge. Edward byl nejstarším přeživším synem z jedenácti dětí narozených Siru Charlesovi Tennantovi, 1. baronetu z Glenconneru. V roce 1911 byl Edward povýšen do šlechtického stavu jako baron Glenconner z The Glen v hrabství Peebles. Od roku 1908 až do své smrti v roce 1920 sloužil jako Lord Lieutenant of Peeblesshire. Jeho sestra Margot Tennantová byla vdaná za předsedu vlády Herberta Henryho Asquitha od roku 1894 do roku 1928.
V roce 1922 se Pamela provdala za ovdovělého Edwarda Graye, 1. vikomta Graye z Fallodonu (1862–1933), liberálního státníka, člena parlamentu, státního tajemníka pro zahraniční věci a britského velvyslance ve Spojených státech za vlády Herberta Henryho Asquitha.
Spolu byli rodiči těchto dětí:
- Clarissa Madeline Georgiana Felicite Tennant (1896–1960), která se provdala za Adriana Bethella, poté Lionela Tennysona, 3. barona Tennysona[8]
- Edward Wyndham Tennant (1897–1916), válečný básník, který byl zabit v bitvě na Sommě.[9]
- Christopher Gray Tennant, 2. baron Glenconner (1899–1983), který se oženil s Pamelou Pagetovou, dcerou sira Richarda Pageta, 2. baroneta.[10]
- David Pax Tennant (1902–1968), který založil klub Gargoyle v Londýně.[11]
- Stephen James Napier Tennant (1906–1987), prominentní osobnost, známý svým dekadentním životním stylem, kterému se říkalo „nejjasnější“ z „Bright Young People“.[6]

Pamela Wyndham zemřela 18. listopadu 1928 na Wilsford Manor ve Wilsfordu, Wiltshire, Anglie. Její manžel zemřel 7. září 1933. Jeho smrtí rodová linie skončila.

## Popularita
Kniha 2014 The Wild Wyndhams: Three Sisters at the Heart of Power od Claudie Renton je o životě sester Wyndhamových, Marie, Madeline a Pamely.

## Dílo
- Windlestraw: A book of verse, 1905
- The White Wallet, 1912, publikováno v roce 1928 s ilustracemi od Stephen Tennant
- The Story of Joan Arc, 1915
- The Saving of the Children, 1918
- Edward Wyndham Tennant: vzpomínky jeho matky Pamely Glenconner, 1919
- Shepherd's Crowns: svazek esejů, 1923[14]